# Stilpnus montanus
Stilpnus montanus là một loài tò vò trong họ Ichneumonidae.